# Struga (Dąbrowa Miętka)
Struga – część wsi Dąbrowa Miętka w Polsce, położona w województwie łódzkim, w powiecie sieradzkim, w gminie Złoczew. Wchodzi w skład sołectwa Dąbrowa Miętka.
W latach 1975–1998 Struga administracyjnie należała do województwa sieradzkiego.